# Sherdog
Sherdog é um site em língua inglesa, o qual é considerado o maior do mundo sobre artes marciais mistas (MMA). É membro do grupo Crave Online Media e está em atividade desde 1997. Seu slogan é Serving up Heaping Fistfuls of Mixed Martial Arts.